# جان تردینیک کراکر
جان تردینیک کراکر (انگلیسی: John Crocker; ۴ ژانویهٔ ۱۸۹۶ – ۹ مارس ۱۹۶۳) فرمانده نظامی اهل بریتانیا بود. وی برندهٔ جوایزی همچون صلیب نظامی شده‌است.